# Шутер від першої особи

Counter-Strike — типовий приклад шутера від першої особи

Шутер від першої особи (від англ. first-person shooter), або FPS — жанр відеоігор (підвид шутерів), де основна частина ігрового процесу це знищення ворогів із різноманітної вогнепальної зброї. Характерною особливістю жанру є вид «з очей» головного героя..
Шутери від першої особи виникли тоді, коли з'явилися можливості показувати на плоскому екрані картинку, що відтворювала тривимірний світ, 2.5D або в повноцінному 3D.

## Ігровий процес
У FPS гравець управляє одним персонажем, озброєним зазвичай великою кількістю (близько 10) вогнепальної зброї, а також часто гранатами, ножами тощо. Завдання гравця — знищувати ворогів за допомогою зброї і просуватися далі, проходячи рівні і локації. У шутері зазвичай пояснюється, ким є персонаж гравця, навіщо і чому на нього полюють вороги і яка його ціль. Сюжет може подаватися прямо під час гри, за допомогою скриптових сцен, розмов персонажів, або (особливо в старих FPS) під час брифінгів між завданнями чи окремим txt-файлом, який треба прочитати перед грою.
Здоров'я ігрового персонажа зазвичай вимірюється у відсотках. 100 % — неушкоджений, 0 % — мертвий. Рівень здоров'я в деяких іграх впливає на боєздатність; поранений боєць не може влучно цілитися, бігти тощо. Здоров'я зменшується як від атак ворогів, так і від падіння з висоти, потрапляння в пастки і агресивні середовища (кислоту, лаву, гарячу пару). Здоров'я часто відновлюється аптечками, чи саме, коли персонаж знаходиться в укритті. Також у персонажа може бути броня, що визначає його стійкість до пошкоджень. Вона зазвичай теж вимірюється у відсотках. В науково-фантастичних FPS броню може заміняти силове поле, яке відновлюється з часом.
Персонаж шутера може переносити на собі певну кількість зброї і боєприпасів, але носити в руках лише одну зброю. Деякі ігри мають реалістичні моделі реальних існуючої або історичної зброї, включаючи їх параметри як скорострільність, місткість магазина, кількість боєприпасів, віддачу і точність. Нерідко в шутерах є корисні предмети, які також можна носити з собою — аптечки, прилади нічного бачення, радари.
В шутерах від першої особи ігровий постір може бути складений з рівнів, або використовувати техніку безперервного оповідання, коли гра ніколи не виходить з перспективи від першої особи (яскравим прикладом є Half-Life).

## Історія розвитку

### Зародження (1970-1980-і)

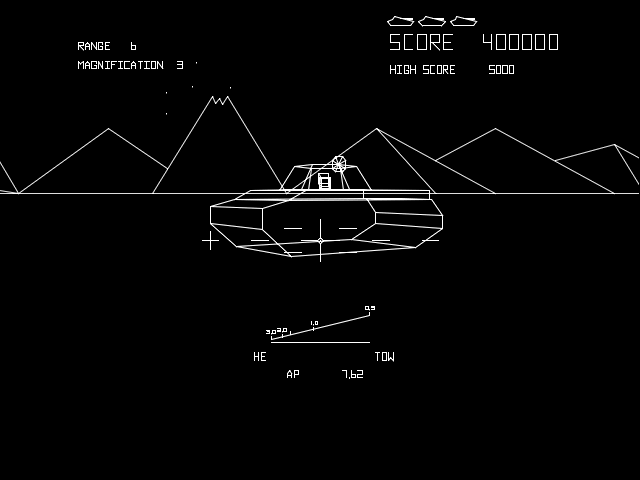
Геймплей Bradley Trainer (1980)

Першими шутерами від першої особи вважаються Maze War (1973) і Spasim (1974), але працювали вони на дорогих комп'ютерах Imlac PDS-1, якими тоді володіли тільки великі компанії та університети. 1980 вийшла аркадна гра Battlezone, де гравець бачив на екрані тривимірні танки і сам керував таким же танком. В 1981 році вийшла перша тривимірна гра для домашніх комп'ютерів Sinclair ZX81 — 3D Monster Maze, яка використовувала випадково згенерований лабіринт, розміром 16х16 клітинок і коментування обстановки. Проте особливої популярності вона не отримала.

### Ранні шутери (1987—1992)
MIDI  Maze (1987), шутер від першої особи для Atari ST, показував геймплей, заснований на лабіринті, подібний до Pac-Man, але з відображенням від першої особи. Також у 1987 році з'явилася гра під назвою Driller, де об'єкти складалися з рівномірно зафарбованих одним кольором площин. Розроблена компанією Major Developments і випущена видавцем Incentive Software, вона працювала на всіх досить потужних платформах того часу: ZX Spectrum, Commodore 64, Amstrad СРС, Commodore Amiga, Atari ST і IBM PC. Гравець керував «бурильною установкою» і намагався врятувати планету, випускаючи накопичений під поверхнею газ, ухиляючись при цьому від пострілів автоматичних охоронних систем.

### Здобуття популярності (1992—1995)

Скріншот з «Doom» (1993)

На межі 80-х і 90-х відбувся технологічний прорив, який по-справжньому створив жанр тривимірних шутерів. В основі цього прориву лежав винахід текстур — картинок невеликих розмірів, які, припасовані одна до одної, утворюють малюнок поверхні, імітуючи різні матеріали. Компанія id Software в 1991 році випустила ігри Hovertank 3D (без текстур) і Catacomb 3D (з текстурами і з рукою гравця, показаною на екрані для посилення враження). В 1992 році вона ж створила Wolfenstein 3D, що став родоначальником жанру шутерів від першої особи сучасного типу. В Wolfenstein 3D гравець намагався втекти з нацистської фортеці; йому протистояли безліч озброєних охоронців. Будівля мала таємні кімнати, де зберігалися різного роду коштовності, зброя та боєприпаси. В кінці кожного сюжетного епізоду відбувалася сутичка з «фінальним босом» — особливо сильним супротивником. Гра входить до списку «Найкращих ігор усіх часів» IGN.
Wolfenstein 3D зробив з id Software компанію-виробника елітного статусу, а інша її гра, Doom (1993), створила стереотип для майбутніх проектів жанру. Дія гри Doom відбувалася в науково-фантастичних декораціях з використанням прийомів фільму жахів. Рушій Doom для свого часу був досить прогресивним, підтримував ефекти освітлення, мав двовимірні карти з інформацією про висоту, нова система штучного інтелекту дозволяла монстрам чути кроки героя.
У 1994 році декілька компаній спробували повторити успіх DOOM, випустивши аналогічні ігри.

### Перехід до 3D-графіки (1995—1999)
У 1995 році вийшов перший шутер за кіноліцензією — Star Wars: Dark Forces компанії LucasArts, а в 1996 році — Quake, який вперше давав можливість грати через Інтернет. Гра також зробила прорив у 3D технологіях, використовуючи текстуровані полігональні моделі замість спрайтів.
У тому ж 1996 році вийшла Duke Nukem 3D. Гра стала популярною завдяки харизматичному головному герою, який гостро коментує ігрові події, а також дуже простому редактору для створення нових рівнів самими гравцями.
Поступово почали з'являтися шутери і на ігрових приставках, зокрема Golden eye 007 на Nintendo 64 в 1997 році. Однак продуктивність приставок була нижчою, ніж персональних комп'ютерів, і управляти геймпадом виявилося не так зручно, як мишею і клавіатурою. Але, незважаючи на все це, кожна приставка з тих пір мала свій набір шутерів.
Поворотним моментом став 1998 рік, коли вийшла гра Half-Life. До неї сюжети традиційно обмежувалися текстовими повідомленнями чи описом на коробці або у файлі readme. У Half-Life був розроблений складний і цікавий сюжет і придумані нові способи його подачі — коли гравець добирається до певного місця, він бачить, як відбуваються певні події в ігровому світі, чує розмови людей. З цього моменту практично всі ігри взяли на озброєння такий метод подачі сюжету.
На базі Half-Life була створена і найпопулярніша мережева модифікація — Counter-Strike, пізніші версії якої досі залишаються загальновизнаними лідерами для мережевих баталій.
1998 відзначився також появою конкурента Half-Life від компанії Epic. Першою грою, де фірма Epic показала результати своєї роботи, стала Unreal. Нововведеннями тут були досить великі відкриті простори і складний штучний інтелект персонажів.
З 1999 року Quake III Arena і Unreal Tournament запропонували гравцям серію «віртуальних мережевих ігор», де від особи живих супротивників змагаються керовані ними аватари. Жанр завоював таку популярність, що обидві гри знайшли досить багато шанувальників і породили довгі серії доповнень та продовжень.

### Спад розвитку і сучасний стан (2000-і)

Doom (2016)

Після 2000 році одним з основних напрямів розвитку стало відтворення в іграх реалістичних воєнних конфліктів, де поряд з піхотинцями з'явилися танки, бойові машини, літаки, кораблі. Реалізм швидко досяг такого ступеня, що в 2001 армія США офіційно випустила власну гру — Americas Army, покликану познайомити потенційних новобранців з армійськими порядками і тим самим агітувати їх іти на службу.
У міру розвитку жанр шутерів поступово розмивався: у ньому з'явилися елементи рольових ігор (Deus Ex, 2000 рік), тактично-командних (Rainbow Six, 1998), «шпигунських», де основне завдання полягало не сутичках, а, навпаки, переховуванні від ворогів (Thief, 1998 рік).
Але основним напрямком залишалася розробка масштабних і серйозних ігор, що якомога реалістичніше моделювали світ. Як наслідок, шутери стали одним з найвимогливіших до ресурсів комп'ютерів жанром.
У 2004 році шутери зробили потужний прорив на приставках: Microsoft випустила на Xbox гру Halo 2, яка встановила рекорд продажів.
Серйозна проблема жанру, яка не перестає турбувати пресу і критиків, полягає в тому, що в майже всі нові ігри не несуть в собі нічого нового і є продовженнями старих, добре відомих серій. Наприклад, компанія id Software випустила DOOM 3 і Quake 4, в серії Unreal вийшло дві гри і ще три — в серії Unreal Tournament.
Продовжувалися і експерименти з FPS. У 2005 році F.E.A.R. успішно поєднав шутер від першої особи з атмосферою японських жахів. Пізніше в 2007 році, BioShock від Irrational Games була визнана деякими коментаторами як найкраща гра року за інновації в поданні сюжету і дизайні, а деякі критики назвали її «духовним спадкоємцем» більш ранньої System Shock.
З середини і в другій половині десятиліття Crytek з іграми Far Cry (2004) і Crysis (2007), а також Ubisoft з Far Cry 2 (2008) вийшли на новий рівень в плані графіки і впровадили відкритий дизайн рівнів, в той час як Call of Duty 4: Modern Warfare (2007), Resistance: Fall of Man (2006) і його продовження Resistance 2 (2008) представляли більш лінійні рівні зі швидким темпом проходження, що робило їх схожими на рейкові шутери. У 2006 році Gamasutra повідомив, що шутер від першої особи є одним з найзначніших жанрів відеоігор в плані прибутків для видавців.